# Tambour (Architektur)

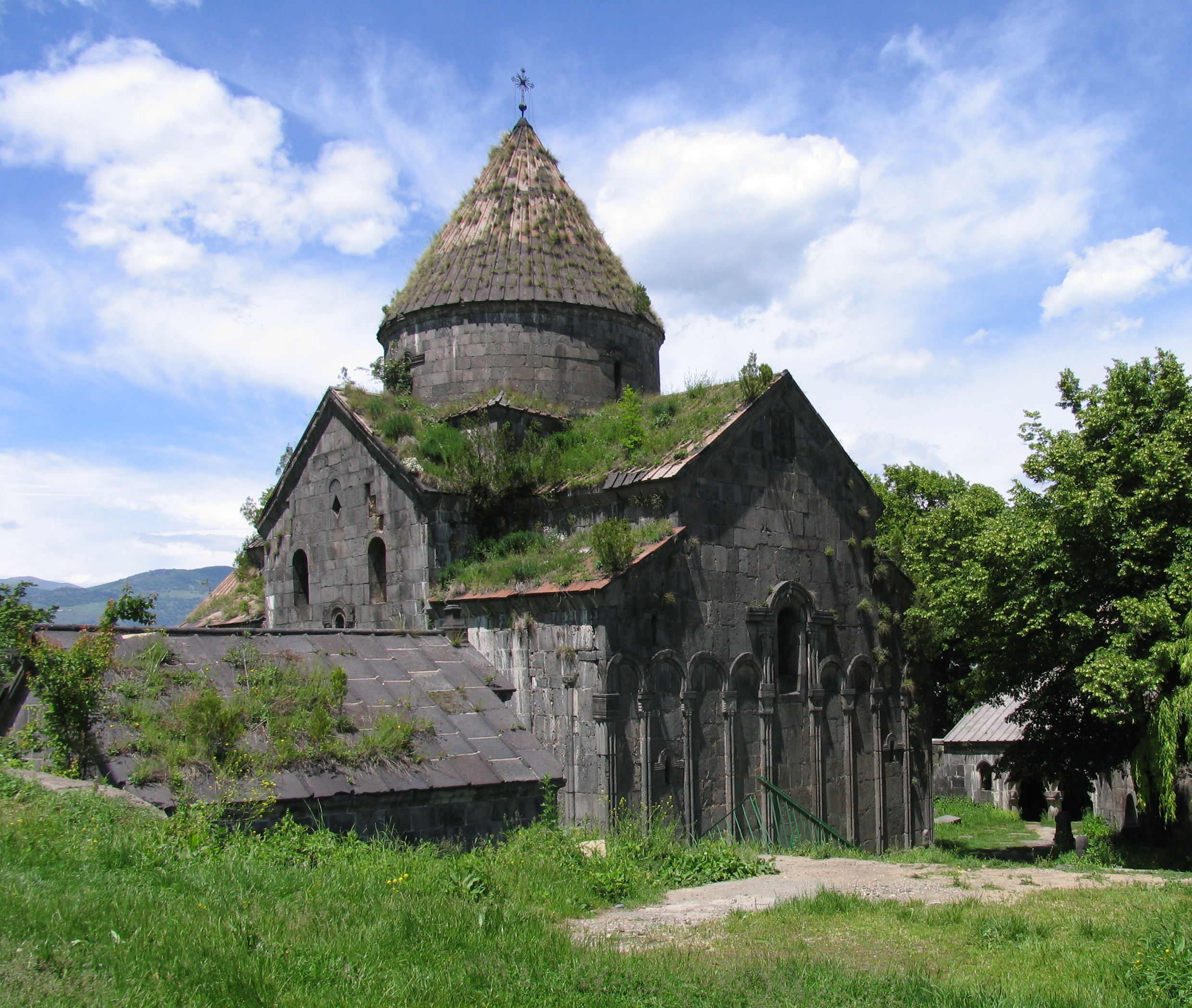
Kloster Sanahin, Armenien. Der runde Tambour-Aufsatz erhebt sich über der quadratischen Vierung der Klosterkirche (10.–12. Jh.) und ist mit schmalen Lichtöffnungen versehen.

Als Tambour (frz. „Trommel“) wird in der Architektur ein zylinderförmiger oder polygonaler Unterbau einer Kuppel, auch mit Fenstern, bezeichnet.
In der außereuropäischen Architektur – mit Ausnahme des Islam – sind Tamboure oder ähnliche Konstruktionen unbekannt.

## Funktion

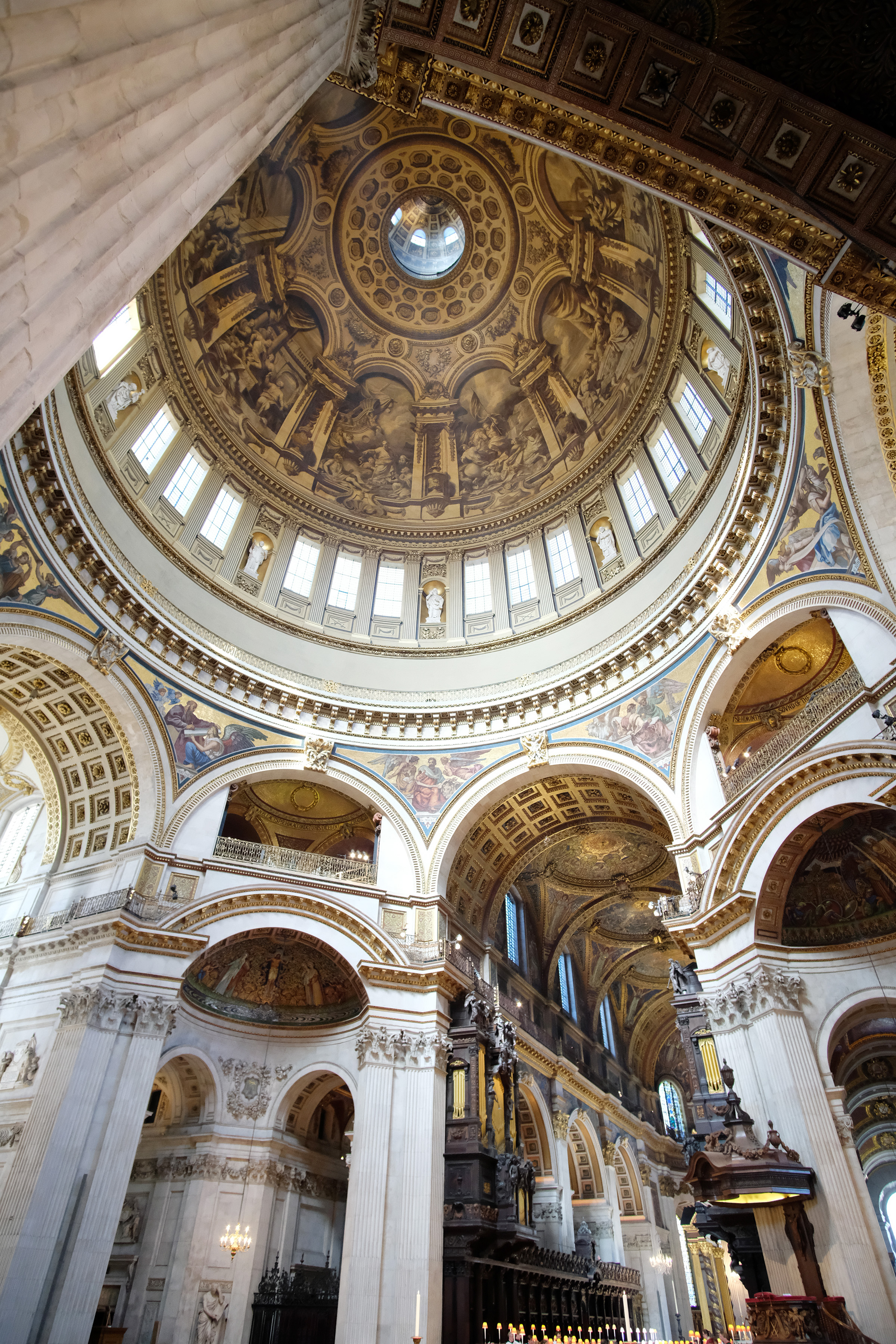
Fenster im Tambour der St Paul’s Cathedral in London

Ein Tambour dient der Erhöhung, oft auch der Belichtung der Kuppel über der Vierung eines Bauwerks. Bei Kirchen konnte dieser – sowohl architektonisch wie liturgisch – bedeutsame Bereich durch einen Tambour stärker hervorgehoben und gesondert belichtet werden.

## Geschichte

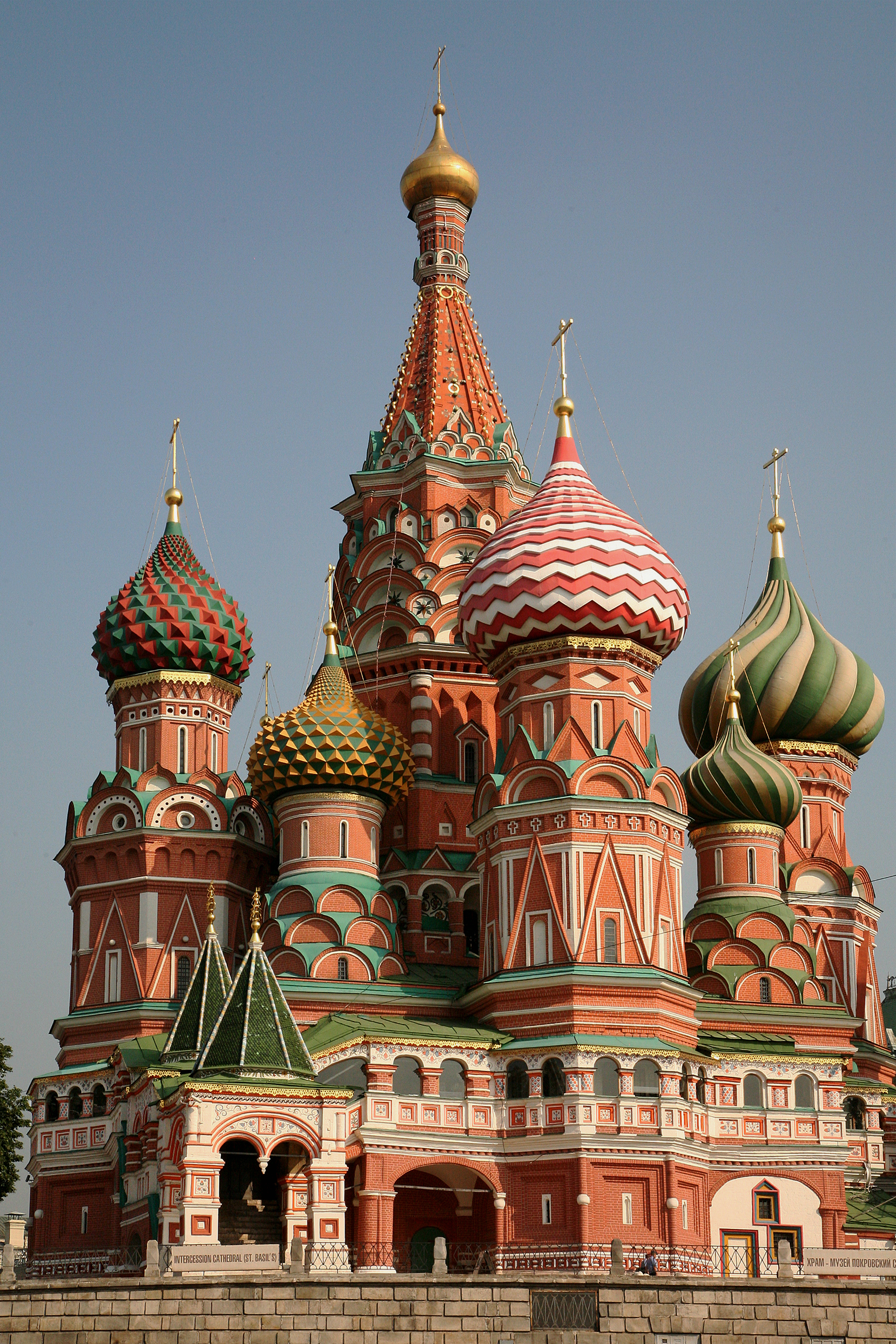
Basilius-Kathedrale, Moskau (1561)

### Europa
Obwohl keine Beispiele erhalten sind, befanden sich die frühesten Tamboure möglicherweise über den runden Warmwasserbecken (Caldarien) römischer Thermen, wo ihre Öffnungen sowohl Belichtungs- als auch Lüftungsaufgaben erfüllen konnten.
In der byzantinisch geprägten Architektur der Spätantike erscheinen sie an Kirchen- und Grabbauten (San Vitale und Baptisterium der Arianer in Ravenna), dann an der Hagia Sophia in Konstantinopel, und nur wenig später an byzantinischen Kreuzkuppelkirchen sowie in der armenischen Architektur. Von den ravennatischen Bauten ist der Tambour des Aachener Doms abzuleiten – der früheste seiner Art nördlich der Alpen (vgl. Abteikirche Ottmarsheim).
Seit dem Mittelalter spielen durch schmale Fenster belichtete Tamboure als Architekturelement in der griechisch- und russisch-orthodoxen Architektur Süd- und Osteuropas eine wichtige Rolle (z. B. Erzengel-Michael-Kathedrale oder Basilius-Kathedrale im Moskauer Kreml). Auch im Süden Europas kommen sie vor (Kathedrale von Florenz, Petersdom in Rom). Seit der Spätrenaissance und vor allem im Barock tauchen sie – nach der Unterbrechung durch die gotische Architektur – auch wieder an Sakralbauten in Mitteleuropa auf (St Paul’s Cathedral, London; Frauenkirche, Dresden).
In der säkularen Architektur treten Tamboure erst sehr spät auf und bleiben äußerst selten (z. B. Radcliffe Camera in Oxford, Kapitol in Washington, Justizpalast in Brüssel).

### Islam

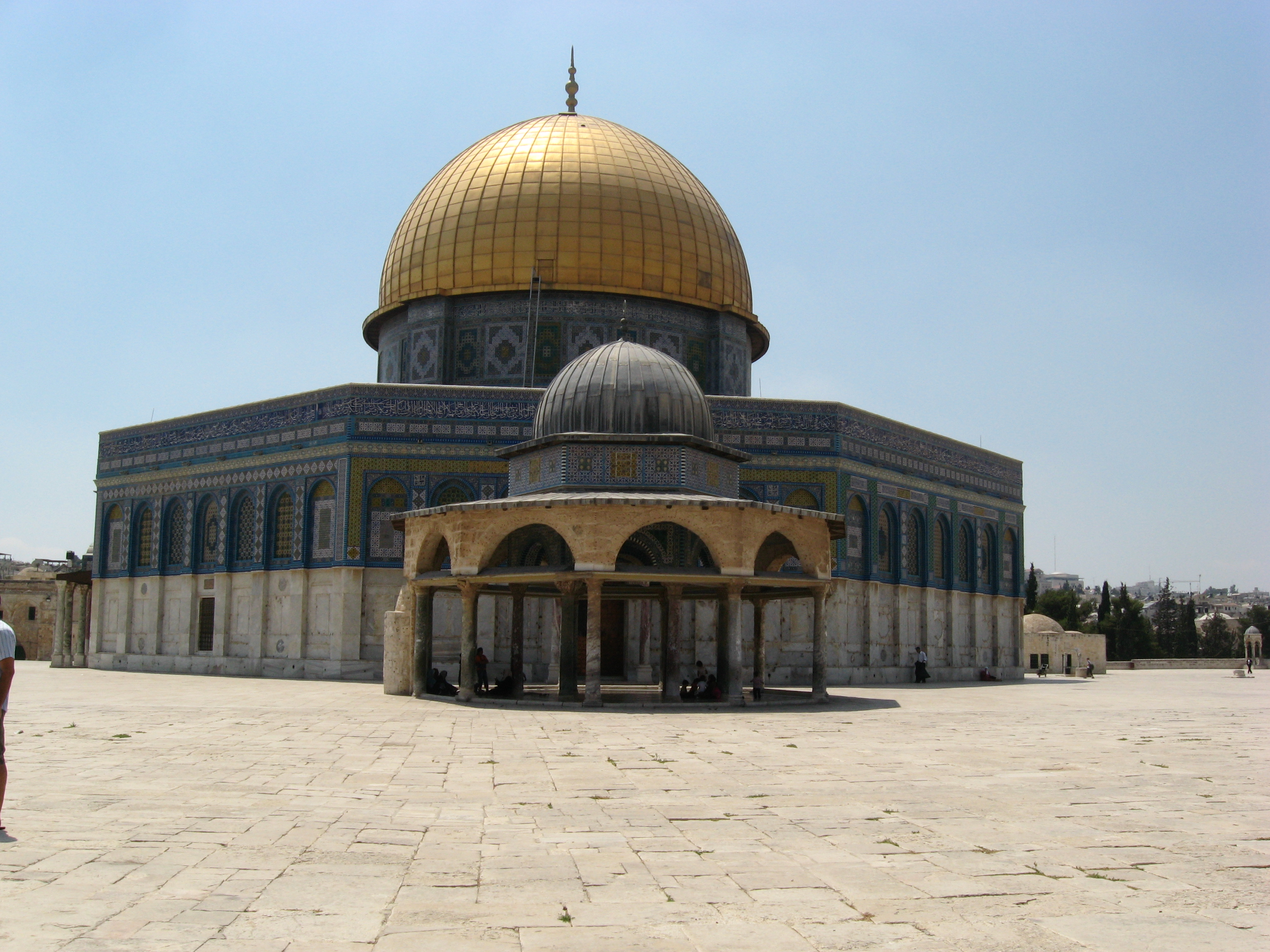
Tamboure auf Felsendom und Kettendom, Jerusalem (um 690)

Schon im 7. und 8. Jahrhundert finden sich Tamboure in den Kuppelmoscheen der – noch in hohem Maße byzantinisch geprägten – islamischen Architektur, bleiben dort aber Einzelfälle (Felsendom, Jerusalem; Umayyaden-Moschee, Damaskus).
Im 15. Jahrhundert wurden die Mausoleen (qubbas) Timurs in Samarqand und der Mamluken-Sultane in Ägypten mit hohen Tambour-Kuppeln versehen.
Im 16. Jahrhundert belichten umlaufende Fensterkränze die – allesamt vom Vorbild der Hagia Sophia inspirierten – osmanischen Kuppelmoscheen Sinans in Istanbul, Edirne und andernorts. Wie bei ihrem großen Vorgängerbau treten sie jedoch nur nach außen als echte Tamboure in Erscheinung, im Innern dagegen beginnt der Kuppelansatz unmittelbar über den Pendentifs. Eine Erhöhung des Bauwerks durch den Tambour ist im Innern somit nicht festzustellen.
Möglicherweise durch armenische Baumeister des 12. und 13. Jahrhunderts vermittelt, wurden Tamboure auch in Teilen des islamischen Orients (Persien, Zentralasien) bekannt. In der frühen Architektur Indiens treten sie noch nicht auf; dagegen gehören sie in der Mogul-Architektur zu den charakteristischen Bestandteilen der zweischaligen, meist gebauchten Kuppelkonstruktionen, deren Innenschale jedoch weder erhöht noch durchlichtet ist.